# Juniperus
Juniperus és un gènere de coníferes de la família de les cupressàcies, que compren ginebres, càdecs i savines.
El gènere inclou de 66 espècies, entre els quals hi ha els que s'anomenen ginebres (que conserven el fullatge juvenil espinós tota llur vida) i les savines (que conserven el fullatge juvenil espinós tan sols els primers anys). És molt distintiu l'estròbil femení arrodonit i carnós, és a dir el gàlbul dit ginebró i savinó per als ginebres i les savines respectivament.

## Distribució
El gènere Juniperus es distribueix per l'hemisferi nord, de l'Àrtida a l'Àfrica tropical, compresa també Amèrica del Nord i Central. Són arbres o arbusts de fulla persistent, acicular o imbricada.

## Taxonomia

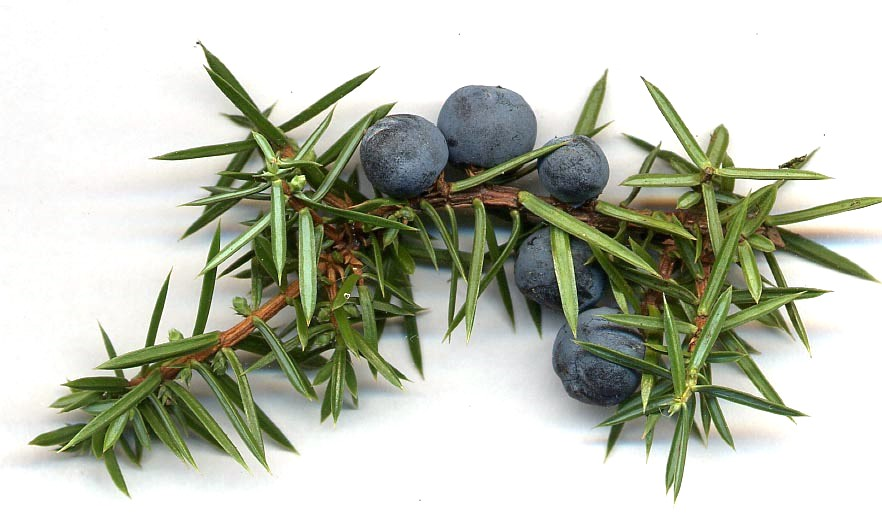
Gàlbuls i fulles de Juniperus communis

### Com a grupmonofilètic
- Juniperus secció Juniperus: fulles aciculars
  - Juniperus secció Juniperus subsecció Juniperus: gàlbuls amb 3 llavors separades, fulles amb una banda.
    - Juniperus communis - ginebre[5]
      - Juniperus communis subsp. alpina - ginebre de muntanya

    - Juniperus conferta[6]
    - Juniperus rigida - Temple Juniper o Needle Juniper[7]
    - Juniperus secció Juniperus subsecció Oxycedrus: gàlbuls amb 3 llavors i dues bandes en les fulles.
      - Juniperus brevifolia[8]
      - Juniperus cedrus - (Canàries)[9][10][11]
      - Juniperus deltoides -[12]
      - Juniperus formosana - (Xina)[13]
      - Juniperus luchuensis - (Ryukyu)[14]
      - Juniperus navicularis - (Portugal)[15]
      - Juniperus oxycedrus - càdec[16]
      - Juniperus macrocarpa (J. oxycedrus subsp. macrocarpa) -[17]

  - Juniperus secció Juniperus subsecció Caryocedrus: gàlbuls amb 3 llavors soldades i fulles amb dues bandes.
    - Juniperus drupacea - ginebre de Síria[18][19]

### Com a grupparafilètic
- -     - Juniperus chinensis -[20]
      - Juniperus chinensis var. sargentii -

    - Juniperus convallium -[21]
    - Juniperus excelsa - (Grècia)[22][23]
      - Juniperus excelsa subsp. polycarpos - (Pèrsia)

    - Juniperus foetidissima -[24]
    - Juniperus indica -[25]
    - Juniperus komarovii -[26]
    - Juniperus phoenicea - savina[27]
    - Juniperus procera -[28]
    - Juniperus procumbens -[29]
    - Juniperus pseudosabina - (Xinjiang)[30]
    - Juniperus recurva - Himàlaia[31]
      - Juniperus recurva var. coxii -

    - Juniperus sabina - savina muntanyenca[32]
      - Juniperus sabina var. davurica -

    - Juniperus saltuaria -[33]
    - Juniperus semiglobosa - Rússia[34]
    - Juniperus squamata -[35]
    - Juniperus thurifera - savina turífera[36]
    - Juniperus tibetica - Tibet[37]
    - Juniperus wallichiana -[38]

  - Espècies del nou món
    - Juniperus angosturana - Mèxic[39]
    - Juniperus ashei -[40]

- -     - Juniperus barbadensis -[41]
    - Juniperus bermudiana - Bermuda[42][43]
    - Juniperus blancoi -[44]
    - Juniperus californica - California[45]
    - Juniperus coahuilensis - Coahuila[46]
    - Juniperus comitana -[47]
    - Juniperus deppeana -[48]
    - Juniperus durangensis -[49]
    - Juniperus flaccida - Mèxic[50]
    - Juniperus gamboana -[51]
    - Juniperus horizontalis - per[52]
    - Juniperus jaliscana -[53]
    - Juniperus monosperma - ginebre americà[18]
    - Juniperus monticola -[54]
    - Juniperus occidentalis -[55]
      - Juniperus occidentalis subsp. australis -

    - Juniperus osteosperma - Utah[56]
    - Juniperus pinchotii -[57]
    - Juniperus saltillensis -[58]
    - Juniperus scopulorum -[59]
    - Juniperus standleyi - niper[60]
    - Juniperus virginiana - ginebre de Virgínia[18][61]
      - Juniperus virginiana subsp. silicicola - iper

## Fustes

### Importància de les savines o junípers de les Bermudes
Quan els colons anglesos arribaren a Bermuda hi havia boscos immensos de savines centenàries (Juniperus bermudiana). Aquestes savines bermudianes donen una fusta vermellosa i aromàtica, especialment preuada pels mestres d'aixa en la construcció de vaixells.
Es tracta d'una fusta lleugera però tan forta com la fusta de roure. Pot treballar-se tan bon punt com es talla l'arbre i és resistent als corcs comuns i la floridura.
La baixa densitat de la fusta, i la facilitat de trobar-la en peces llargues i rectes la feien especialment adequada per a la construcció de pals de vaixell.
Coïncidència feliç o conseqüència lògica (l'aparell no es pot construir sense la fusta adequada), l'associació dels junípers i l'aparell bermudià va permetre que es desenvolupés aquest sistema de velam i es propagués per tot el món.
La cara fosca és la destrucció dels boscos per culpa de la qualitat de la fusta. Ja l'any 1627 les autoritats de Bermuda en restringiren l'exportació. Però la demanda i la sobre-explotació no minvaren fins a la generalització dels bucs d'acer. Quan semblava que els boscos es podrien regenerar en part, una pesta per culpa d'un insecte va destruir prop del 95% dels arbres que quedaven.

### Aïllament arquitectònic
Una forma tradicional d’aïllament en les cases dels països nòrdics es basa en branques de savina, tallades i inter-llaçades, formant una capa impermeable a la pluja i formant una cambra d’aire.

## Usos culinaris

### Receptes
Els ginebrons formen part de moltes receptes de cuina tradicionals dels Països Catalans. Bàsicament per les seves propietats aromatitzants.

### Ginebra
La ginebra és un aiguardent compost d'uns 40 graus alcohòlics que s'obté de la redestil·lació d'alcohol que pot procedir de la fermentació i la destil·lació de maceracions diferents productes: malt, blat de moro, vi, etc., i en el qual han estat macerats ginebrons i petites quantitats d'herbes aromàtiques (coriandre, angèlica, etc.). És originari d'Holanda al segle xvi, passà a Anglaterra i d'allí a Menorca, on s'anomena gin.

## Oli essencial
La destil·lació al vapor dels ginebrons produeix un oli essencial, incolor o de color groguenc o verdós molt pàl·lid. Entre els components d’aquest oli hi han terpenoides i compostos aromàtics com el cadinè i el sesquiterpè.